# Sailor Moon SuperS: Special
Sailor Moon SuperS: Special (jap. 美少女戦士セーラームーンＳＵＰＥＲＳスペシャル, ang. Pretty Soldier Sailor Moon SuperS Special) – jeden z trzech odcinków specjalnych z serii Sailor Moon. Trwa on 45 min i jest podzielony na 3 krótkie odcinki.

## Odcinki
- Niezwykła przemiana. Pamiętnik dorastającej Usagi (ang. A Magnificent Transformation? Crybaby Usagi's Growth Diary)
- Powrót Haruki i Michiru. Lalkowy teatr duchów (ang. The Return of Haruka and Michiru! The Ghostly Puppet Show)
- Przygoda Chibi-Usy. Tajemniczy zamek wampirów (ang. Chibiusa's Adventure! The Dreaded Vampire Castle)

## Opis fabuły
- Pierwszy z nich opowiada historię Usagi od początku serii kiedy, to dostała od Luny broszkę, dzięki której może zmieniać się w Sailor Moon, do momentu pojawienia się Sailor Uranus i Sailor Neptune.
- Drugi opowiada historię Haruki i Michiru, które zostają zaproszone na bal do pięknej rezydencji. Jednak gospodarz skrywa sekret, mogący zagrozić wszystkim gościom.
- Trzeci zaś opowiada historię Chibusy, kiedy to do jej klasy trafia nowa uczennica Ririka. Jest bardzo ładną, lecz dość dziwną dziewczynką. Wkrótce ze szkół zaczynają znikać chłopcy. Chibiusa wraz z przyjaciółkami postanawiają to sprawdzić[2].

## Dubbing japoński
Lista dubbingowanych postaci:
- Kotono Mitsuishi jako Usagi Tsukino / Sailor Moon
- Kae Araki jako Chibusa / Sailor Chibi Moon
- Aya Hisakawa jako Ami Mizuno / Sailor Mercury
- Emi Shinohara jako Makoto Kino / Sailor Jupiter
- Michie Tomizawa jako Rei Hino / Sailor Mars
- Rika Fukami jako Minako Aino / Sailor Venus
- Tōru Furuya jako Mamoru Chiba / Tuxedo Kamen
- Keiko Han jako Luna
- Masako Katsuki jako Michiru Kaiō / Sailor Neptune
- Megumi Ogata jako Haruka Tenō / Sailor Uranus
- Takaya Hashi jako Brzuchomówca
- Daisuke Sakaguchi jako The Dummy / Kyusuke
- Yuriko Yamamoto jako Ririka

## Wersja polska
Wersja wydana na kasetach VHS. Dystrybucja: Planet Manga.